# Alpinia boninsimensis
Alpinia boninsimensis är en enhjärtbladig växtart som beskrevs av Tomitaro Makino.
Alpinia boninsimensis ingår i släktet Alpinia och familjen Zingiberaceae. Inga underarter finns listade i Catalogue of Life.